# Radio Modum
Radio Modum är en norsk lokal radiostation belägen i Geithus, Modum kommun. Det är en lokalradiostation med kristen profil med sändningsområde i Modum, Sigdal, Krødsherad, samt delar av Øvre Eiker och Ringerike.